# المحكمة الإدارية العليا (فنلندا)

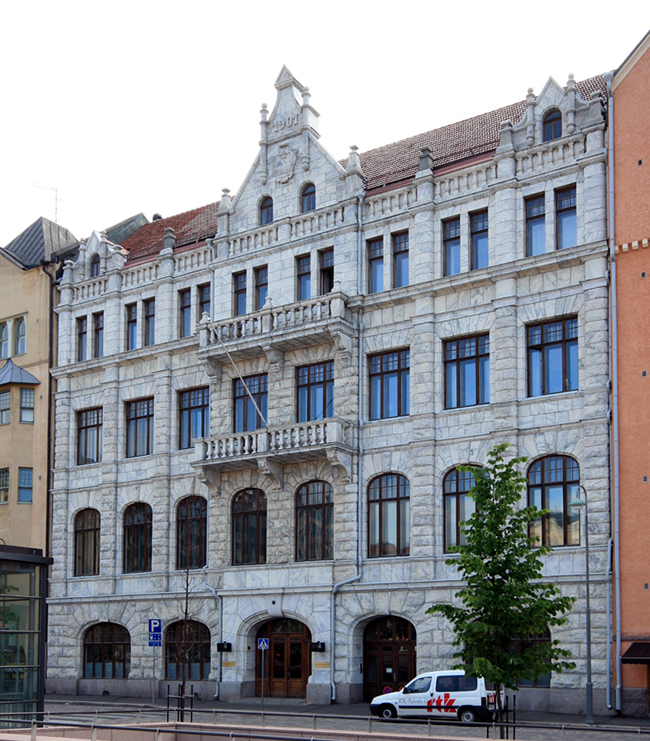
مبنى المحكمة الإدارية العليا في هلسنكي

المحكمة الإدارية العليا في فنلندا (بالفنلندية: korkein hallinto-oikeus، السويدية: högsta förvaltningsdomstolen) هي أعلى محكمة في نظام المحاكم الإدارية الفنلندي ، بالتوازي مع المحكمة العليا. ويشمل اختصاصها مشروعية قرارات المسؤولين الحكوميين ، وقراراتها نهائية. يتم تقديم الاستئناف لدى المحكمة الإدارية العليا من أحكام المحاكم الإدارية في هلسنكي ، توركو ، هامينلينا ، كوفولا ، كووبيو ، فاسا ، أولو ، روفانييمي وأولند ،و المحكمة السوق ، ومجلس الدولة.